# Chupaquhébreux
Chupaquhébreux (Jewpacabra en VO) est le quatrième épisode de la seizième saison de la série télévisée d'animation américaine South Park et l'épisode 227e de la série globale.

## Synopsis
Kyle surprend Cartman en train de prendre une leçon sur la culture juive de la part de sa mère et cela l'inquiète. Peu après, Cartman diffuse l'histoire du Chupaquhébreux, une créature enlevant et dévorant les enfants juifs pendant la fête de Pessa'h, la Pâque juive. Cette dernière tombant en même temps que la Pâque chrétienne cette année, il craint que tous les enfants soient en danger. Kyle le réprimande pour colporter ces rumeurs.
Le plan de Cartman est simple : la chaîne de magasins Sooper Foods organise une grande chasse aux œufs dans la forêt pour Pâques. Eric compte utiliser le Chupaquhébreux pour effrayer les autres enfants et être le seul à l'évènement, où tous les œufs seront pour lui. Désireux d'avoir une preuve photographique de son monstre pour que l'histoire soit plus crédible, Cartman part en chercher une dans la forêt, accompagné de Butters. Il présente une vidéo maladroite aux gérants de Sooper Foods, qui décident par prudence de la montrer à des chasseurs de Bigfoot. Ces derniers sont vite convaincus par la preuve, mais leur analyse un peu trop précise inquiète Cartman, et ils préviennent le garçon que puisqu'il a réussi à filmer le Chupaquhébreux, ce dernier voudra s'en prendre à lui. Eric en fait des cauchemars et sombre dans la paranoïa. Il va jusqu'à offrir 20 dollars à Butters, Token et Craig pour qu'ils le protègent. Il est toutefois enlevé par les gérants de Sooper Foods, qui ont décidé de l'offrir en sacrifice à la créature afin de l'apaiser et de pouvoir organiser leur chasse aux œufs sereinement. Cartman se retrouve déguisé en lapin et enchainé dans une clairière de la forêt. Kyle passe par là et n'accepte de libérer Eric que s'il admet qu'il a menti. Il repart vite en constatant que son ami n'a rien retenu de ce qu'il a fait. C'est ensuite au tour des chasseurs de Bigfoot de trouver Cartman, qu'ils prennent pour un lapin-garou. Ils l'endorment avec une fléchette tranquillisante et, trop stupides, le laissent sur place en emportent seulement le fusil hypodermique comme preuve de leur rencontre.
Cartman fait alors un rêve où il se retrouve dans l'ancienne Égypte, ravagée par les dix plaies. Il commence par croiser une sorte d'ancêtre de Kyle, qui présente ce qui se passe et ce qui se passera comme le courroux de Dieu pour punir le Pharaon de ne pas répondre aux exigences du peuple juif. Eric ne croit pas que Dieu pourrait être aussi cruel, et c'est aussi ce que pense son père, le Pharaon lui-même, présenté ici comme un dirigeant juste mais troublé par les évènements actuels. Cependant, lorsque la dernière plaie commence, les juifs commencent à égorger des agneaux pour se protéger tandis que tous les premiers-nés égyptiens meurent dans d'atroces souffrances. Entouré de sang et sentant son tour arriver, Cartman implore Dieu de l'épargner en jurant de devenir juif. Son cauchemar prend fin lorsque sa tête explose.
Dans la réalité, Kyle, pris de remords, décide d'aller libérer Cartman de sa chaîne et le ramène dans son lit, toujours évanoui. À son réveil, Eric, touché par une révélation religieuse, se rend à la chasse aux œufs et annonce à la foule sa décision de se convertir au judaïsme. Il va jusqu'à dénigrer le catholicisme, oubliant que les participants sont tous chrétiens, ce qui provoque leur colère et leur rejet. Cartman s'excuse auprès de Kyle pour tout ce qu'il lui a dit par le passé, disant que maintenant il sait ce que c'est que d’être moqué pour être juif. Il lui souhaite un joyeux Pessa'h, que Kyle lui rend, bien que ne sachant pas quoi penser du revirement d'Eric. L'épisode se termine sur une Étoile de David brillant au centre du soleil.